# Nasumo
Nasumo är ett vattendrag i Burundi, på gränsen till Rwanda. Det ligger i den nordvästra delen av landet, 60 km norr om huvudstaden Bujumbura.
I omgivningarna runt Nasumo växer huvudsakligen savannskog. Runt Nasumo är det tätbefolkat, med 257 invånare per kvadratkilometer.